# There’s Something About Paulie
«There’s Something About Paulie» (рус. «Все без ума от Паули») — шестнадцатая серия второго сезона мультсериала «Гриффины». Премьерный показ состоялся 27 июня 2000 года на канале FOX. В России премьерный показ состоялся 16 июля 2002 года на канале Рен-ТВ.

## Сюжет
Гриффинам нужна новая машина. Питер и Лоис не могут договориться, где её купить, но в итоге идут за покупкой в ближайший автосалон, где продавец всучивает Питеру машину «на которой раньше ездил сам Джеймс Бонд». Машина неисправна, но Питеру помогают её продать члены мафиозной группировки. В благодарность просят немного: сводить племянника Дона Толстяка Паули в кино.
Питер и Паули быстро находят общий язык, хотя Лоис и не считает Толстяка хорошим человеком и требует от Питера избавиться от него. Неправильно поняв заявление Питера о том, что «Лоис мешает им», Толстяк Паули решает, что Лоис надо убить. Питер поздно осознаёт это: гангстеры из машины палят по Паули, убивая его и делая невозможным отменить заказ. На следующий день Лоис узнаёт из новостей, что Паули был гангстером, и Питер признаётся ей во всем.
Питер отправляется в «гнездо мафии» и открыто рассказывает о происходящем, хотя ему и сообщают, что в комнате расставлены «жучки». Чтобы заткнуть Питера, ему дают приглашение на свадьбу дочери Дона. У каждого приглашённого будет по одной просьбе, поэтому Лоис просит Питера снять заказ на её убийство, воспользовавшись возможностью. Вместо этого Питер желает угоститься тирамису со стола Дона.
Выйдя, Питер обнаруживает ссорящихся жениха и невесту. Он рассказывает им о тяжком труде совместной жизни, каково это — быть вместе.
Чтобы спасти жизнь жены, Питер предлагает Дону убить его вместо неё. Дон, восхищённый поступком Питера, снимает заказ на убийство.
Подгоняя машину Питера, в ней взрывается слуга.

## Создание
Автор сценария: Рики Блитт.
Режиссёр: Монте Янг.
Приглашённые знаменитости: Майкл Чиклис (в роли Толстяка Паули), Роберт Костанцо, Джон Крайер, Алан Кинг, Брент Майкл, Хэйли Осмент, Дайян Робин, Джерри Срока и Дебра Уильсон.